# Везучка
«Везучка» (англ. Lucky Stiff; дословный перевод Удачливый покойник) — кинофильм, «чёрная комедия», режиссёрский эксперимент известного голливудского актёра Энтони Перкинса.

## Сюжет
Фильм начинается с того, как Синтия Митчелл (Донна Диксон) на канун Рождества приезжает к своим родителям, где знакомится с новым постояльцем их обиталища Фрэнсис, женой старшего брата Синтии — Дюрела (Чарльз Фрэнк). Подруга не нравится Синтии, так как «не кажется аппетитной». Отец семейства напоминает Дюрелу, что их запасы скуднеют. Наконец, Синтия заявляет, что завтра позаботится с Айком (Джефф Кобер) об ужине на Рождество.
Тем временем толстяку Рону Дагласу (Джо Аласки) не везёт с женщинами. Его невеста Джесси сбегает от него в день свадьбы к своему любовнику. Друзья пытаются утешить Рона и советуют ему съездить в горы, что он и делает, отправляясь в отель «Домик Снежный Пик», где они с супругой собирались провести медовый месяц. В этом отеле Рон арендует комнату для молодожёнов, мотивируя это тем, что его невеста приедет ночью или с утра. Заказав столик в ресторане, Рон неожиданно встречает Синтию — прекрасную блондинку, влюбляется в неё и добивается взаимности, что несказанно повышает его самооценку.
После неудачного спуска на лыжах с гор Рон, придя в свой номер, обнаруживает на столике розу и записку, в которой Синтия приглашает Рона на свидание. В ресторане мы знакомимся с Эриком, бывшим женихом Синтии, который слегка угрожает Рону. В конце концов Синтия признаётся Рону в любви, а тот в свою очередь предлагает ей покататься на лошадях. После уличной поездки Синтия предлагает Рону остановиться у них дома, где также находится Айк. Оказывается, Айк приходится Синтии братом. Все трое выпивают по бокалу вина, в один из которых Синтия заранее подсыпает снотворное для Рона. В итоге Рон теряет сознание.
Айк уже начинает разделывать Рона, срезая с него верхнюю одежду, как вдруг к ним врывается Синтия и останавливает Айка. Дело в том, что она получила телеграмму от бабушки, которая обещает навестить их семью на Рождество. Оказывается, бабушка не ест несвежие замороженные продукты, а Рождество лишь через 2-3 дня. Тогда Айк по настоянию Синтии отвозит спящего Рона в гостиницу.
На следующее утро Рон просыпается и видит перед собой Синтию, которая соврала ему, что он напился у них в гостях и вёл себя неадекватно. Наконец, Синтия приглашает Рона отметить Рождество в их семейном кругу и познакомиться с её родителями, на что Рон соглашается.
В другой сцене Синтия и Айк идут на почту, чтобы отправить своим родственникам рождественские посылки. По дороге они натыкаются на Рона, который предлагает им помочь в этом деле. По очертанию упакованных посылок можно разглядеть: ступню, тазовое бедро, кисть, голову. Правда одну кисть по вине Рона в повреждённой упаковке отправить не удаётся.
Далее Синтия уговаривает Рона отправиться в путешествие на личном самолёте для того, чтобы уединиться перед помолвкой. Убедившись, что бензин на самолёте кончается, парочка пересаживается в автомобиль. Наконец, они находят какой-то закуток в лесу, где Синтия снова подмешивает в один из бокалов с вином снотворное. Рон выпивает этот бокал и просыпается на следующий день в этом же закутке, запертым снаружи на навесной замок. Через решётчатую дверь Рона встречает шериф Кёрби, разыскивающий двух пропавших людей, которых последний раз видели больше года назад на вечеринке у Митчеллов. Рон замечает, что у его девушки фамилия Митчелл. Шериф простреливает замок и выпускает Рона на волю.
Далее шериф и Рон едут к дому Митчеллов, где Айк обещает показать все окрестности шерифу, подсаживаясь к нему в качестве пассажира. На вопрос, почему Синтия заперла Рона одного в лесу, та ответила, что это у них такая предсвадебная традиция. После чего оба заходят в дом Митчеллов, чтобы познакомить Рона с их семьёй. Однако пока лишь Рон знакомится с братьями Айком-младшим и Айком III.
Наконец, Синтия знакомит Рона со своими родителями, а также старшим братом Дюрелом и его женой Фрэнсис, которая предлагает показать Рону местные окрестности, в чём их подвизается сопровождать глава семейства. Во время прогулки отец рассказывает Рону и Фрэнсис историю, как в долине неподалёку их семьёй был обнаружен небольшой источник нефти, после чего туда прибыли нефтеразрабочики, из-за которых произошла утечка токсичных отходов, в результате чего «перспективное» место было ими заброшено. Токсичные отходы же так и остались разбросанными на 3 мили. На глазах своих спутников отец семейства Митчеллов выпивает отравленную воду, тем самым становится очевидным, что из-за этой катастрофы вся их семейка превратилась в мутантов-каннибалов.
Тем временем Рон решает купить членам семьи Митчеллов рождественские подарки и вместе с Фрэнсис отправляется в загородный магазин Касслера. Между делом, Рон спрашивает Фрэнсис, давно ли она не видела шерифа, невзрачно покосываясь взглядом на продающуюся форму шерифа под брендом «новинка». На обратном пути Рон и Фрэнсис натыкаются на человека с костылём без руки и ноги. По прибытии в дом Митчеллов парочку разлучили: Фрэнсис уехала со своим мужем Дюрелом, а Рон остался в квартире, где во время ночного сна перед ним постепенно складывается паззл, что Айк-старший представляет собой опасность.
Проснувшись, Рон убеждает Синтию уехать отсюда вместе с Дюрелом и Фрэнсис. Та соглашается, но прежде предлагает познакомить Рона с гостями рождественской вечеринки, что смотрят на него в буквальном смысле голодными глазами, а также хочет познакомить с бабушкой, вопрос которой: «А вы его проверили на ящур?» — вызывает у Рона недоумение.
Начинаются танцы, где каждый гость желает сфотографироваться с Роном, к которому замаскировавшись подходит потанцевать Фрэнсис, целует его в губы и призывает убежать отсюда. Оба выбегают на улицу, где на них нападает Айк, который после непродолжительной схватки оказывается оглушенным. Наконец, Фрэнсис в открытую заявляет тугодуму Рону: «Они убьют нас и съедят». На что тот, как ни в чём не бывало, говорит, что ей якобы это показалось, и они им понравились.
Фрэнсис и Рон возвращаются к дому Митчеллов, где их уже поджидает всё семейство вместе с гостями, а Синтия прямо говорит Рону: «Ты наш ужин». Начинается перестрелка между конкурентами за «ужин». Рон и Фрэнсис садятся на лошадей и ускакивают с «поля стрельбы», после чего проехав совсем немного оба врезаются в дерево. Продолжив побег от пеших преследователей-каннибалов, Рон наконец решается: «Я больше не могу бежать! Ну, хватит! Настала пора сражаться!»
Расставив ловушки в виде лежащих грабель и лопат, отважная парочка стала поджидать многочисленных неприятелей. В итоге одолев их всех, включая Айка, Рон заявляет Синтии, что их помолвка отменяется. После чего Рон подсаживается в машину к уже сидящей в ней Фрэнсис и подбавив газу, они обливают Синтию потоком грязи.
Фильм заканчивается тем, что Рон и Фрэнсис женятся.

## В ролях
| Актёр                 | Роль                      |
| --------------------- | ------------------------- |
| Джо Аласки            | Рон Даглас                |
| Донна Диксон          | Синтия Митчелл            |
| Джефф Кобер           | Айк                       |
| Фрэн Райан            | Ма                        |
| Уильям Морган Шеппард | Па                        |
| Барбара Ховард        | Фрэнсис                   |
| Ли МакКлоски          | Эрик Вест                 |
| Элизабет Арлен        | Арлин                     |
| Чарльз Фрэнк          | Дюрел                     |
| Энди Вуд              | Футтерман                 |
| Билл Куинн            | Эммет Касслер             |
| Дэвид Смит            | Роман Касслер             |
| Хилари Шеперд         | Цисси                     |
| Лин Шэй               | Мама непослушного ребёнка |

## Саундтрек
- «Рождество пришло»

Авторы: Том Дженкинс и Гэри Фальконе.

Исполнители: Тайлер Дженкинс и Франческа Фальконе.

Издательство: «Charted Course Music» (ASCAP)
- «Почувствуй себя танцором»

Авторы: Том Дженкинс и Гэри Фальконе.

Исполнитель: Мара Гетц.

Издательство: «Charted Course Music» (ASCAP)
- «Ко мне пришла любовь»

Авторы: Том Дженкинс и Гэри Фальконе.

Исполнитель: Гэри Фальконе.

Издательство: «Charted Course Music» (ASCAP)

## Факты
- Второй и последний режиссёрский опыт Энтони Перкинса после «Психо 3» (1986).
- Первая сольная сценарная работа Пэта Профта.
- Первая игровая роль Джо Аласки в полнометражном фильме. Ранее он озвучивал Йоземита Сэма в фильме «Кто подставил кролика Роджера?» (1988).
- Рабочее название фильма — «Мистер рождественский ужин».
- Съёмки проходили в городе Траки (Калифорния).